# Maler von Vatikan 309

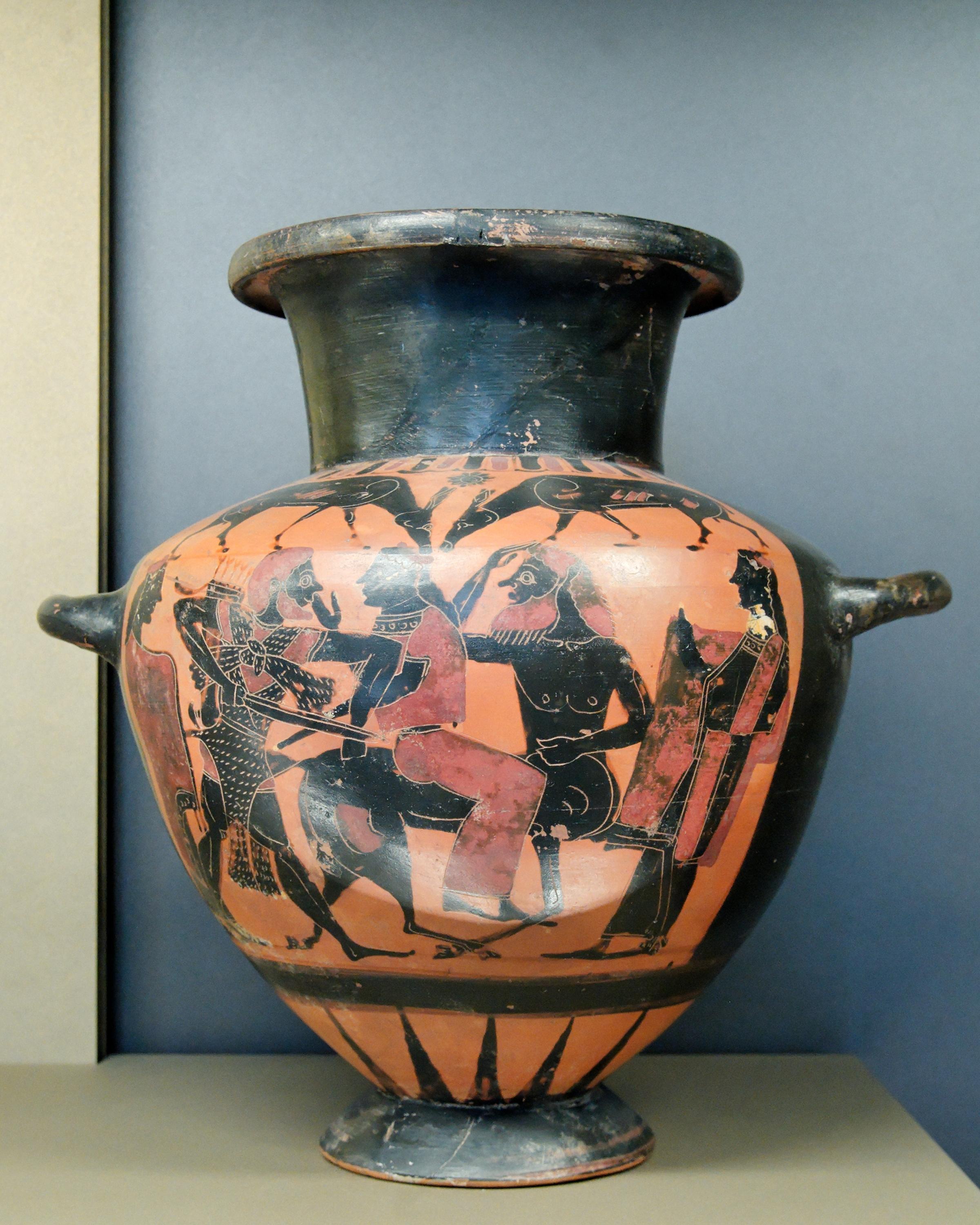
Herakles, Deïaneira und Nessos auf der Schauseite einer Hydria, um 575–550 v. Chr.; Louvre (E 803)

Der Maler von Vatikan 309 war ein attischer Vasenmaler des schwarzfigurigen Stils, der in der Mitte des 6. Jahrhunderts v. Chr. tätig war. Seinen Notnamen erhielt der Maler von einer Vase, die in den Vatikanischen Museen als Vatikan 309 inventarisiert ist.
Der Maler von Vatikan 309 wirkte im Umkreis des weitaus bekannteren Vasenmalers Lydos und war wohl in dessen Werkstatt tätig. Jedoch gilt er als weniger guter Künstler. Er war nur relativ kurze Zeit aktiv und gilt als eher altmodisch. Er bemalte vor allem Halsamphoren. Ihn verband mit Lydos und anderen Malern aus dessen Kreis wie etwa dem Maler von Louvre F 6, dass er Tierbilder zeichnete, vor allem jedoch, dass er diese Tierbilder noch zu dieser Zeit auf großen Vasen in Athen darstellte.